# Friedrichsgraben
Friedrichsgraben (tysk) eller Frederiksgrave (dansk) er en kommune og en by i det nordlige Tyskland, beliggende i Amt Hohner Harde i den vestlige del af Kreis Rendsborg-Egernførde. Kreis Rendsborg-Egernførde ligger i den centrale del af delstaten Slesvig-Holsten.

## Geografi
Friedrichsgraben ligger omkring 15 km vest for Rendsborg ved Harthstorper Moor og ved Ejderen. Mod nord løber Bundesstraße 202 fra Rendsborg mod Ejdersted, mod syd Bundesstraße 203 fra Rendsborg mod Heide.